# John Greenleaf Whittier

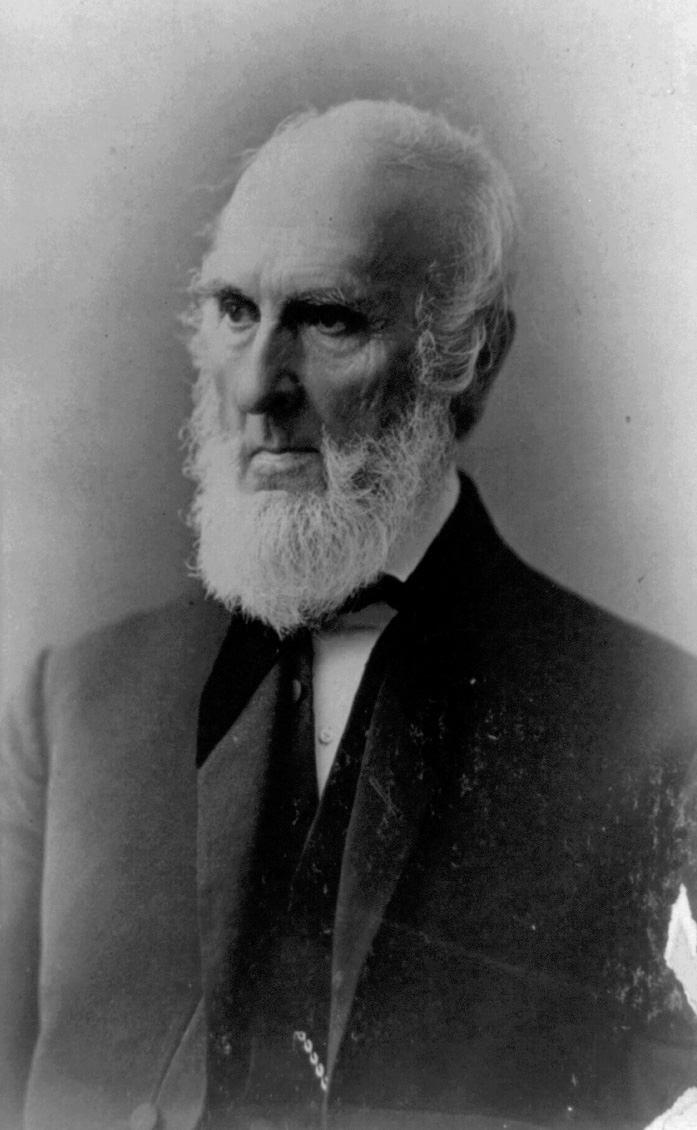
John Greenleaf Whittier

John Greenleaf Whittier (Haverhill, Massachusetts, 17 december 1807 – 7 september 1892 Hampton Falls, New Hampshire), een Amerikaans quaker, hervormer en dichter die behoorde tot de groep van de Fireside Poets. Whittier was een pionier in regionale literatuur en een gedreven actievoerder voor humanitaire zaken, met name de afschaffing van de slavernij. Zijn eerste gedichten werden uitgegeven in 1826 door zijn vriend William Lloyd Garrison. Van 1828 tot 1832 redigeerde en schreef Whittier verhalen, schetsen en gedichten. Zijn eerst twee gepubliceerde boeken, Legends of New England (1831) en het gedicht Moll Pitcher (1832), gaan over het alledaagse leven in de provincie.

## Abolitionist en dichter
Behalve een zachtaardig auteur was Whittier een fel politicus. Vanaf 1833 profileerde hij zich als abolitionist. In 1834–35 zat hij in het parlement van de staat Massachusetts. Hij stelde zich kandidatuur voor het Congres in 1842 en was een van de oprichters van de Amerikaanse Republikeinse partij. 
Na 1840 dwong zijn gezondheid hem vanuit huis te werken. Hij publiceerde dan een groot aantal werken.
Na de Burgeroorlog was Whittier uitsluitend bezig met het schrijven van poëzie. Hij beschouwde zichzelf als de bard voor de gewone man, en schreef een honderd hymnes.